# Karl-Ernst Behre
Karl-Ernst Behre (født 13. februar 1935 i Bremen) er en tysk arkæbotanist (botanist med speciale i forhistorisk botanik), kendt for sit arbejde på den historiske kystforskning ved Vesterhavet.

## Liv og gerning
Behre studerede fra 1954 biologi, kemi og geografi ved universitetet i Marburg, Universität Innsbruck og Georg-August-universitet i Göttingen. I Göttingen modtog han sin doktorgrad i 1961. Fra 1962 arbejdede han i Wilhelmshaven i Niedersachsen Institut for Marschen- og Wurtenforschung. I 1969 kvalificere han i Göttingen i botanik. I 1978 blev han videnskabelig direktør og i 1991 direktør for institutionen. Fra 1994 til 2000 var han en del tid professor i vegetationshistorie for k ved Det Frie Universitet i Amsterdam. I 2000 trak han sig tilbage.
Behre har især beskæftiget sig med værfternes udbredelseshistorie, men også med Hedeby. Vegetationens historie og biostratigrafi i Nordtyskland i kvartær samt klimahistorie og havniveausvingninger i løbet af Holocæn var andre interesseområder. I 1989 identificerede han i en udgravning af Bremens gamle bydel fra det tidlige 13. århundrede, et peberkorn, som nord for Alperne regnes som det ældste arkæologiske fund af dette aromastof.
Fra 1971 til 1995 var Behre præsident for Marschenrats zur Förderung der Forschung im Küstengebiet der Nordsee (Rådet til fremme af forskning i kystområderne ved Nordsøen). Han er grundlægger og 1992-2001 Redaktør af tidsskriftet Vegetation History and Archaeobotany og var medredaktør af Eiszeitalter und Gegenwart, af Acta Palaeobotanica og af Studia Quarternaria. Han er medlem af det tyske arkæologiske institut og 1992-2002 medlem af dennes romersk-germansk kommissionen.

## Forfatterskab
- Zur Geschichte der Bierwürzen nach Fruchtfunden und schriftlichen Quellen. In: Plants and ancient man. Studies in palaeoethnobotany. Hrsg. von W. van Zeist und W. A. Casparie, Rotterdam 1984, S. 115–122.
- Landschaftsgeschichte Norddeutschlands, Neumünster 2008
- Herausgeber mit H. van Lengen Ostfriesland- Geschichte und Gestalt einer Kulturlandschaft, 3. Auflage, Aurich 1998, darin von Behre: Die Entstehung und Entwicklung der Natur- und Kulturlandschaft der Ostfriesischen Halbinsel
- Kleine historische Landeskunde des Elbe-Weser-Raumes, Stade, Landschaftsverband 1994
- Beiträge in Hans-Erich Reineck (Herausgeber): Das Watt. Ablagerungs- und Lebensraum, Frankfurt am Main, Senckenberg-Buch, 3. Auflage 1982 (zuerst 1970), darin von Behre Die Geschichte des Jadebusens und der Jade
- Die Entwicklung der Nordseeküstenlandschaft aus geobotanischer Sicht, Berichte der Reinhard-Tüxen-Gesellschaft, Band 3, Hannover 1991, S. 45–58
- Die ursprüngliche Vegetation in den deutschen Marschgebieten und deren Veränderung durch prähistorische Besiedlung und Meeresspiegelschwankungen, Verhandl. der Ges. f. Ökologie, Band 13, 1985, Göttingen, S. 85–96
- Wie der Mensch die Küste eroberte, in J. Newig, H. Theede (Herausgeber) Sturmflut. Gefährdetes Land an der Nordsee, Hamburg 2000, S. 75–97
- Meeresspiegelschwankungen und Siedlungsgeschichte in den Nordseemarschen, Vorträge der Oldenburgischen Landschaft, 1987, S. 1–47
- Holozäne Küstenentwicklung, Meeresspiegelbewegungen und Siedlungsgeschehen an der südlichen Nordsee, Bamberger Geographische Schriften, Band 20, 2001, S. 1–28
- Die nacheiszeitlichen Meeresspiegelbewegungen und ihre Auswirkung auf die Küstenlandschaft und deren Besiedlung, in H.-J. Schellnhuber, H. Sterr (Herausgeber) Klimaänderung und Küste, Heidelberg 1993, S. 57–76
- Veränderungen der niedersächsischen Küstenlinien in den letzten 3000 Jahren und ihre Ursachen, Probleme der Küstenforschung im südlichen Nordseegebiet, Band 26, 1999, S. 9–33
- mit W. Haio Zimmermann, Peter Schmid Die Entwicklungsgeschichte einer Siedlungskammer im Elbe-Weser-Dreieck seit dem Neolithikum, Nachrichten aus Niedersachsens Urgeschichte, Band 42, 1973, S. 97–122
- mit Peter Schmid Das Niedersächsische Institut für historische Küstenforschung: 60 Jahre Forschungstätigkeit im Küstengebiet, Wilhelmshaven, Brune 1998
- Ernährung und Umwelt der wikingerzeitlichen Siedlung Haithabu, Neumünster 1983
- Untersuchung des botanischen Materials der frühmittelalterlichen Siedlung Haithabu (Ausgrabung 1963-1964), Berichte über die Ausgrabung in Haithabu, Band 2, Wachholtz, Neumünster 1969
- Herausgeber Anthropogenic indicators in Pollen diagrams, Balkema, Rotterdam 1986 (Konferenz Wilhelmshaven 1985)
- Mit dem Spaten in die Vergangenheit: 5000 Jahre Siedlung und Wirtschaft im Elbe-Weser-Dreieck, Landkreis Cuxhaven, Bremerhaven 1982
- Der Neuenburger Urwald - ein Denkmal der Kulturlandschaft, Brune-Mettcker, Wilhelmshaven 2010, ISBN 978-3-930510-38-2
- Die Geschichte der Landschaft um den Jadebusen, Brune-Mettcker, Wilhelmshaven 2012, ISBN 978-3-941929-02-9
- Paläo-Ökologie an der Nordsee: Die Botanik als Schlüssel für die Umweltgeschichte, Biologie in unserer Zeit, Band 35, 2005, 320-330